# 스티븐 톰프슨
스티븐 톰프슨 (Stephen Thompson)은 미국의 종합격투기 선수다. 종합격투기에서 13승1무 2패의 전적을 가지고있다. UFN 82 대회에서 웰터급 랭킹2위인 조니 헨드릭스를 1R KO로 잡아내며 타이틀샷을 얻어냈다.UFC 웰터급에서 뛰고 있다. 아마추어와 프로를 합쳐서 57승 0패 40KO의 킥복싱 전적을 기록하고 있다. 2006년에는 척 노리스가 만든 월드 컴뱃 리그에서 1위를 차지했다.